# Plectris pavida
Plectris pavida är en skalbaggsart som beskrevs av Hermann Burmeister 1855. Plectris pavida ingår i släktet Plectris och familjen Melolonthidae. Inga underarter finns listade i Catalogue of Life.